# Брашнен акар
Брашнните акари (Acarus siro) са вид паякообразни от семейство Acaridae.
Таксонът е описан за пръв път от Карл Линей през 1758 година.